# Oerlikon (Zürich)
Oerlikon is een stadsdeel en voormalige gemeente in het district Zürich, kanton Zürich, Zwitserland. Oerlikon ging in 1934 op in de stad Zürich.
Oerlikon maakt samen met Affoltern en Seebach (ook voormalige gemeenten) deel uit van District 11 van Zürich.
In 2016 kwam de modernisering en uitbreiding van het spoorwegstation van Oerlikon gereed. Er zijn nu acht perrons die door een ondergronds winkelgebied met elkaar verbonden zijn.

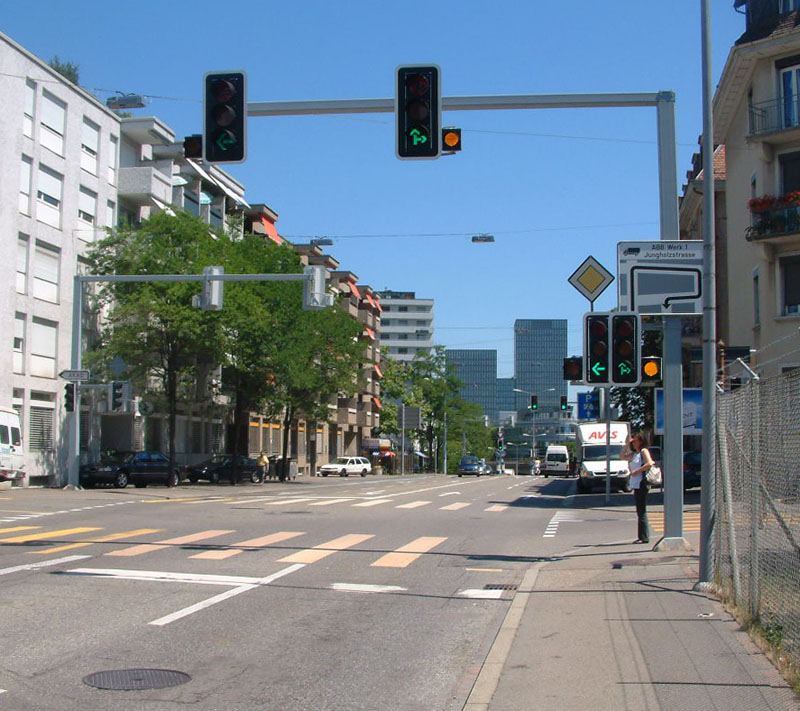
Stadsbeeld

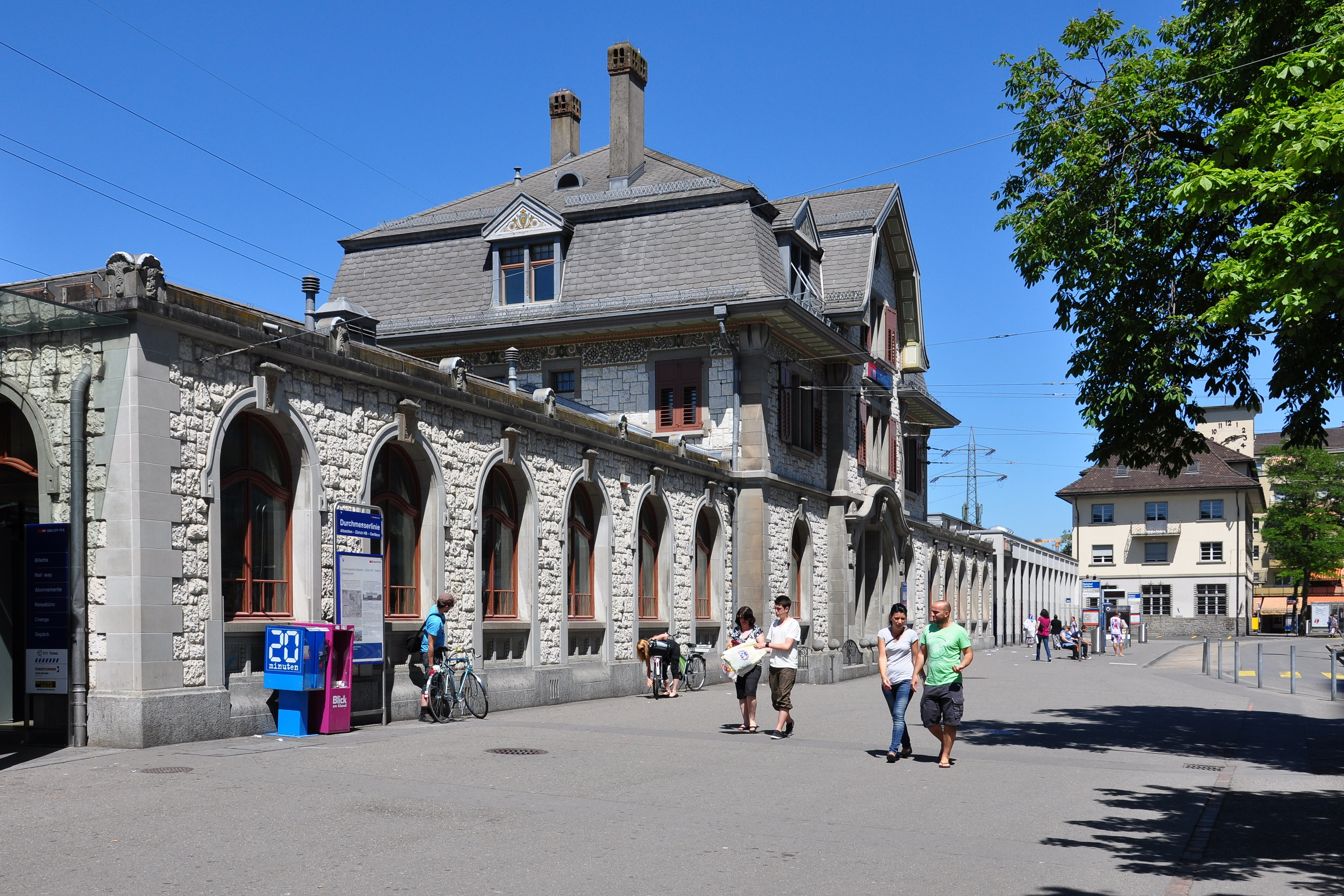
Oerlikon Bahnhof in 2010

- Gemeinsame Normdatei: 4119258-8
- Historisch woordenboek van Zwitserland: 003122
- International Standard Name Identifier: 0000 0001 1533 5741
- Library of Congress Control Number: n80015446
- Nationale Bibliotheek van Israël: 987007559498205171
- Virtual International Authority File: 158889008
- WorldCat: E39PBJjMBHtmY8qB6Twp7BJv73